# 井上剣也
井上 剣也（いのうえ けんや、2006年12月20日 - ）は、鹿児島県鹿児島市出身のプロ野球選手（投手・育成選手）。右投右打。中日ドラゴンズ所属。

## 経歴

### プロ入り前
鹿児島市立谷山小学校3年時に「谷山ソフトボール」で一塁手としてソフトボールを始め、4年時より「谷山イーグルス」に所属し捕手を務めた。鹿児島市立谷山中学校時代は2年時秋より投手を務めた。
鹿児島実業高等学校では1年時秋よりベンチ入りし、2年時秋よりエースとして活躍。3年時春の県大会優勝および、九州大会4強入りを果たす。しかし同年夏の県大会では、準々決勝の樟南高戦において7回途中4失点を喫し0-5で敗退した。コーチに鹿島忠がおり、指導を受けた。
2024年10月24日に開催されたドラフト会議にて、中日ドラゴンズから育成2位指名を受けた。11月18日、支度金300万円、年俸300万円で入団に合意した（金額は推定）。背番号は203。担当スカウトは三瀬幸司。

## 選手としての特徴・人物
最速151km/hのストレートとカーブ、スライダー、フォークを投げる。
憧れの選手は山本由伸。

## 詳細情報

### 背番号
- 203（2025年[7] - ）